# Николайчук, Виталий Иванович
Виталий Иванович Николайчук — доктор биологических наук, профессор, заведующий кафедры генетики, физиологии растений и микробиологии Ужгородского национального университета. Заслуженный деятель науки и техники Украины, лауреат Государственной премии Украины, почетный академик Венгерской академии наук.
Вице-президент Украинского общества физиологов растений. Член редколлегии журнала «Физиология и био химия культурных растений» и «Микробиологический журнал».
Член научно-методической комиссии Министерства образования и науки Украины. Член научного совета секции «Биология, биотехнология, питания» Министерства образования и науки Украины.
Председатель Ужгородского отделения УТГиС им. Н. И. Вавилова.